# Lasnigo
Lasnigo ist eine italienische Gemeinde (comune) mit 457 Einwohnern (Stand 31. Dezember 2023) in der Lombardei in der Provinz Como. 

## Geographie
Die Gemeinde liegt etwa 15,5 Kilometer nordöstlich von Como am Lambro, gehört zur Comunità montana del Triangolo Lariano und grenzt unmittelbar an die Provinz Lecco.
Die Nachbargemeinden sind Asso, Barni, Oliveto Lario (LC), Sormano und Valbrona.

## Sehenswürdigkeiten
- Pfarrkirche della Presentazione della Beata Vergine Maria al Tempio (1640)[2]
- Romanische Kirche Sant’Alessandro (12. Jahrhundert) mit wunderbaren Fresken (15. Jahrhundert) und Kreuzigung (1513) des Malers Andrea de Passeris aus Torno[3]